# Вили Буш
Вилхем "Вили" Буш; 4. јануар 1907 - 4. март 1982) бивши је њемачки фудбалер који је играо на позицији одбрамбеног играча. Освајач је бронзане медаље на Свјетском првенству 1934.
Играо је као дефанзивац 1930тих за ТСВ 1899 Дуизбург, који је 1936. преименован у ТуС Дуисбург 48/99. У периоду од 1933. до 1936. године наступио је 13 пута у дресу њемачке репрезентације. Под вођством тренера Ото Нерца освојио је треће мјесто на Свјетском првенству у Италији 1934. Дебитовао је 22. октобра 1933. у Дуизбургу против Белгије. Утакмица је добијена резултатом 8:1. Наредну репрезентативну утакмицу одиграо је у Магдебургу против Норвешке која је завршена резултатом 1:1. Одличне игре препоручиле су га за тим који је наступио на Свјетском првенству у Италији 1934. На турниру Свјетског првенства, Буш је играо утакмице против Шведске (2:1), Чехословачке (1:3) и Аустрије (3:2). Није позван на Љетне олимпијске игре 1936. у Берлину. Посљедњу репрезентативну утакмицу одиграо је у Крефелду 27. септембра 1936. против Луксембурга (7:2). Боје Њемачке бранио је 13 пута уз омјер 10 побједа, 1 реми и два пораза.